# 2019冠状病毒病湖南省疫情
| 地区                 | 累计确诊 | 死亡 | 治愈 | 现存确诊 |
|                      | 1199     | 4    | 1193 | 2        |
| -------------------- | -------- | ---- | ---- | -------- |
| 长沙市               | 247      | 2    | 245  | 0        |
| 岳阳市               | 156      | 1    | 155  | 0        |
| 株洲市               | 110      | 0    | 110  | 0        |
| 邵阳市               | 102      | 1    | 101  | 0        |
| 常德市               | 82       | 0    | 82   | 0        |
| 娄底市               | 76       | 0    | 76   | 0        |
| 张家界市             | 76       | 0    | 76   | 0        |
| 益阳市               | 63       | 0    | 63   | 0        |
| 衡阳市               | 48       | 0    | 48   | 0        |
| 永州市               | 44       | 0    | 44   | 0        |
| 怀化市               | 40       | 0    | 40   | 0        |
| 郴州市               | 39       | 0    | 39   | 0        |
| 湘潭市               | 38       | 0    | 38   | 0        |
| 湘西土家族苗族自治州 | 10       | 0    | 10   | 0        |
| 境外输入             | 67       | 0    | 65   | 2        |
| 截止至2021年10月23日 |          |      |      |          |

2019冠状病毒病湖南省疫情，介绍2019冠状病毒病疫情中，在中华人民共和国湖南省发生的情况。

## 时间轴

### 2020年1月
2020年1月21日，国家卫健委确认湖南省长沙市出现首例输入性新型冠状病毒肺炎确诊病例。患者是武汉人，到长沙探亲期间因发热咳嗽，于16日在长沙就医。这是湖南省首例新型肺炎确诊病例。
1月22日，湖南省衛生健康委員會通報新增3例，累計4例。新增2女1男，懷化人，年齡介乎30-40歲，同一間公司同事。2名女性去過武漢，1名男性為密切接觸者。
1月23日，通报新增5例新型冠状病毒感染的肺炎确诊病例，其中长沙市3例，永州市1例，郴州市1例。5名患者均有武汉暴露史。目前5名患者病情稳定，正在当地定点医院隔离治疗，密切接触者目前无发热等异常状况。
1月24日，通报新增确诊15例，累计24例。株洲市、湘潭市、岳阳市、娄底市为报告首例确诊病例。新增确诊病例中，株洲市1例、湘潭市1例、岳阳市3例、娄底市3例、长沙市4例、永州市3例。
1月25日，通报新增确诊19例，累计43例。衡阳市、邵阳市、常德市、益阳市为报告首例确诊病例。新增确诊病例中，衡阳市3例、湘潭市1例、邵阳市2例、岳阳市2例、常德市3例、益阳市4例、怀化市2例、娄底市2例。
1月26日，新增确诊病例26例，新增重症病例6例。累计病例69例，重症病例20例。新增确诊病例中，长沙市10例、株洲市2例、湘潭市1例、岳阳市1例、常德市4例、郴州市2例、怀化市3例、湘西自治州3例。
1月27日，新增确诊病例31例，新增重症病例2例。累计病例100例，重症病例22例。新增确诊病例中，长沙市4例、衡阳市1例、株洲市2例、湘潭市1例、邵阳市6例、岳阳市1例、常德市5例、益阳市3例、郴州市3例、怀化市3例、娄底市2例；新增重症病例中,常德市1例、怀化市1例。此外，湘潭市新型冠状病毒感染的肺炎疫情防控工作领导小组办公室通报，1月12日从武昌乘坐K457次列车抵达株洲，再从株洲转乘K581次列车抵达湘潭的李某某，已确诊为新型冠状病毒感染肺炎患者。
1月28日，新增确诊病例43例，新增重症病例10例。累计病例143例，重症病例31例(另有1例重症病例转归为普通病例)。新增确诊病例中，长沙市2例、衡阳市3例、株洲市2例、湘潭市2例、邵阳市3例、岳阳市10例、常德市7例、益阳市3例、郴州市1例、永州市3例、怀化市5例、娄底市2例；新增重症病例中，长沙市1例、衡阳市1例、邵阳市2例、常德市2例、益阳市1例、怀化市2例、娄底市1例。
1月29日，新增确诊病例78例，新增重症病例8例。新增确诊病例中,长沙市22例、衡阳市10例、株洲市6例、湘潭市2例、邵阳市8例、岳阳市9例、常德市7例、益阳市4例、永州市4例、怀化市2例、娄底市4例；新增重症病例中,衡阳市2例、株洲市1例、邵阳市2例、怀化市1例、娄底市2例。
1月30日，新增确诊病例56例。其中长沙市11例、衡阳市3例、株洲市5例、湘潭市1例、邵阳市10例、岳阳市3例、常德市4例、张家界市1例（首次报告）、益阳市3例、郴州市3例、永州市3例、怀化市5例、娄底市3例、湘西自治州1例。同日，永州市通报，有4名感染者曾于1月15日聚餐。
1月31日，新增确诊病例55例，新增出院病例2例。新增确诊病例中，长沙市11例、衡阳市5例、株洲市1例、湘潭市1例、邵阳市7例、岳阳市8例、常德市7例、益阳市3例、郴州市2例、永州市2例、怀化市3例、娄底市4例、湘西自治州1例；新增重症病例中，长沙市1例、衡阳市1例、湘潭市1例、岳阳市1例、常德市1例、益阳市1例、永州市1例、怀化市2例、湘西自治州1例；新增出院病例中，长沙市1例、郴州市1例。

### 2020年2月
2月1日，新增确诊病例57例，新增重症病例6例，新增出院病例1例。新增确诊病例中，长沙市18例、衡阳市1例、株洲市3例、湘潭市3例、邵阳市5例、岳阳市8例、常德市2例、张家界市1例、益阳市4例、郴州市1例、永州市2例、怀化市2例、娄底市6例、湘西自治州1例。怀化市新增出院病例1例。新增重症病例中，长沙市1例、株洲市1例、湘潭市1例、邵阳市1例、怀化市2例。
2月2日，新增确诊病例74例，新增重症病例2例，新增出院病例5例。新增确诊病例中，长沙市26例、衡阳市4例、株洲市3例、湘潭市3例、邵阳市8例、岳阳市8例、常德市3例、张家界市1例、益阳市3例、郴州市5例、永州市4例、怀化市3例、娄底市3例。新增重症病例中，长沙市1例、益阳市1例。 
2月3日，新增确诊病例58例，新增重症病例2例，新增出院病例8例。新增确诊病例中，长沙市13例、衡阳市2例、株洲市1例、湘潭市3例、邵阳市2例、岳阳市17例、常德市3例、益阳市3例、郴州市3例、永州市4例、怀化市1例、娄底市6例；新增重症病例中，长沙市1例、永州市1例；新增出院病例中，衡阳市3例、株洲市1例、湘潭市3例、湘西自治州1例。 
2月4日，新增确诊病例72例，新增重症病例15例，新增出院病例6例。新增确诊病例中，长沙市23例、衡阳市3例、株洲市8例、湘潭市2例、邵阳市4例、岳阳市13例、常德市5例、益阳市5例、郴州市1例、怀化市3例、娄底市5例。新增重症病例中，长沙市2例、衡阳市2例、湘潭市2例、邵阳市3例、岳阳市2例、益阳市2例、永州市1例、怀化市1例。新增出院病例中，衡阳市1例、益阳市1例、永州市3例、娄底市1例。 
2月5日，湖南省报告新型冠状病毒感染的肺炎新增确诊病例68例，新增出院病例13例。其中新增确诊病例中，长沙市16例、衡阳市4例、株洲市4例、湘潭市2例、邵阳市13例、岳阳市6例、常德市6例、益阳市5例、郴州市2例、永州市4例、娄底市5例、湘西自治州1例。新增出院病例中,长沙市4例、衡阳市1例、株洲市1例、湘潭市1例、邵阳市1例、常德市3例、怀化市1例、娄底市1例。
2月6日，新增确诊病例50例，新增重症病例16例，新增出院病例21例。新增确诊病例中，长沙市15例、衡阳市4例、株洲市3例、湘潭市1例、邵阳市6例、岳阳市4例、常德市6例、益阳市1例、郴州市1例、永州市2例、怀化市1例、娄底市6例。新增重症病例中，长沙市5例、邵阳市4例、岳阳市1例、常德市1例、永州市1例、娄底市4例。新增出院病例中，长沙市2例、湘潭市1例、邵阳市1例、岳阳市2例、张家界市2例、益阳市5例、郴州市1例、永州市3例、怀化市4例。 
2月7日，新增确诊病例61例，新增重症病例2例，新增出院病例35例。新增确诊病例中,长沙市11例、株洲市5例、湘潭市1例、邵阳市9例、岳阳市14例、常德市2例、张家界市2例、益阳市2例、郴州市4例、永州市6例、怀化市2例、娄底市2例、湘西自治州1例。新增重症病例中,株洲市1例、邵阳市1例。新增出院病例中,长沙市2例、衡阳市3例、株洲市5例、湘潭市2例、邵阳市6例、岳阳市2例、常德市11例、郴州市2例、怀化市1例、娄底市1例。 
2月8日，新增确诊病例31例，新增重症病例11例，新增出院病例28例。新增确诊病例中,长沙市6例、株洲市2例、湘潭市3例、邵阳市3例、岳阳市4例、常德市2例、益阳市1例、郴州市2例、永州市2例、娄底市6例。新增重症病例中,长沙市9例、衡阳市1例、邵阳市1例。新增出院病例中,长沙市9例、衡阳市3例、株洲市1例、邵阳市2例、岳阳市2例、郴州市2例、永州市2例、怀化市7例。 
2月9日，新增确诊病例35例，新增重症病例2例，新增死亡病例1例，新增出院病例40例。新增确诊病例中,长沙市9例、衡阳市2例、株洲市10例、邵阳市1例、岳阳市4例、益阳市2例、郴州市1例、怀化市1例、娄底市5例。新增重症病例中,衡阳市1例、湘潭市1例。新增死亡病例中,岳阳市1例。新增出院病例中,长沙市8例、衡阳市3例、株洲市1例、湘潭市3例、邵阳市7例、岳阳市4例、常德市1例、益阳市4例、郴州市2例、怀化市1例、娄底市4例、湘西自治州2例。 
2月10日，新增确诊病例41例,新增重症病例9例,新增出院病例27例。新增确诊病例中,长沙市8例、株洲市3例、湘潭市3例、邵阳市2例、岳阳市9例、常德市6例、益阳市7例、永州市1例、娄底市2例。新增重症病例中,长沙市3例、衡阳市1例、湘潭市2例、邵阳市1例、岳阳市1例、娄底市1例。新增出院病例中,长沙市6例、株洲市1例、湘潭市1例、邵阳市3例、岳阳市7例、益阳市5例、永州市3例、湘西自治州1例。截至2月9日24时,湖南省累计报告新型冠状病毒肺炎确诊病例879例,累计报告重症病例117例,现有重症病例65例,死亡病例1例,出院病例186例。确诊病例中,长沙市213例、衡阳市45例、株洲市61例、湘潭市31例、邵阳市89例、岳阳市124例、常德市72例、张家界市5例、益阳市53例、郴州市32例、永州市41例、怀化市39例、娄底市66例、湘西自治州8例。现有重症病例中,长沙市24例、衡阳市4例、株洲市6例、湘潭市5例、邵阳市4例、岳阳市2例、常德市5例、益阳市4例、永州市2例、怀化市3例、娄底市6例。出院病例中,长沙市33例、衡阳市14例、株洲市10例、湘潭市11例、邵阳市21例、岳阳市17例、常德市15例、张家界市2例、益阳市15例、郴州市8例、永州市13例、怀化市15例、娄底市8例、湘西自治州4例。

### 2020年3月
3月14日，湖南省最后5例住院确诊病例痊愈出院，自此湖南省2019冠状病毒病住院确诊病例实现清零。截至3月14日，湖南省共确诊病例1018例，出院1014例，死亡4例。

### 2020年4月
4月2日，湖南省郴州市新增1例确诊病例，为境外输入病例。4月17日该住院确诊病例出院。

### 2020年10月
10月30日，湖南省新增新型冠状病毒肺炎确诊病例1例（为境外输入）。

### 2020年12月
12月25日，湖南省报告新增新型冠状病毒肺炎确诊病例1例（为境外输入）。

### 2021年1月
1月7日，湖南省报告新增新型冠状病毒肺炎确诊病例1例（由境外输入无症状感染者转为确诊病例）。
1月15日，湖南省报告新增新型冠状病毒肺炎确诊病例1例（由境外输入无症状感染者转确诊病例）。
1月16日，湖南省报告新增新型冠状病毒肺炎确诊病例1例（由境外输入无症状感染者转确诊病例）。
1月17日，湖南省报告新增新型冠状病毒肺炎确诊病例2例（均为境外输入无症状感染者转为确诊病例）。
1月22日，湖南省报告新增新型冠状病毒肺炎确诊病例1例(为境外输入)。
1月25日，湖南省报告新增新型冠状病毒肺炎确诊病例1例(为境外输入)。
1月28日，湖南省报告新增新型冠状病毒肺炎确诊病例1例（为境外输入无症状感染者转为确诊病例）。
1月29日，湖南省报告新增新型冠状病毒肺炎确诊病例2例（均为境外输入无症状感染者转为确诊病例）。
1月31日，湖南省报告新增新型冠状病毒肺炎确诊病例1例(为境外输入无症状感染者转为确诊病例)。

### 2021年2月
2月6日，湖南省报告新增新型冠状病毒肺炎确诊病例1例（为境外输入无症状感染者转为确诊病例）。
2月10日，湖南一曾經於2020年2月罹患2019冠狀病毒病的男子因於2020年隱瞞自己在湖北疫區的行蹤並到處走動和傳染至多人，被判拘役5個月。
2月18日，湖南省报告新增新型冠状病毒肺炎确诊病例1例（为境外输入，当日新增无症状感染者转为确诊病例）。
2月19日，湖南省报告新增新型冠状病毒肺炎确诊病例1例（为境外输入，当日新增无症状感染者转为确诊病例）。
2月21日，湖南省报告新增新型冠状病毒肺炎确诊病例1例（为境外输入无症状感染者转为确诊病例）。

### 2021年3月
3月4日，湖南省报告新增新型冠状病毒肺炎确诊病例1例（为当天境外输入无症状感染者转为确诊病例）。
3月12日，湖南省报告新增新型冠状病毒肺炎确诊病例1例（为境外输入，当日新增无症状感染者转为确诊病例）。
3月18日，湖南省报告新增新型冠状病毒肺炎确诊病例1例(为境外输入,当日新增无症状感染者转为确诊病例)。
3月26日，湖南省报告新增新型冠状病毒肺炎确诊病例2例（均为境外输入,分别为昨日无症状感染者转为确诊病例和当日新增无症状感染者转为确诊病例）。
3月28日，湖南省报告新增新型冠状病毒肺炎确诊病例1例（为境外输入无症状感染者转为确诊病例）。

### 2021年4月
4月1日，湖南省报告新增新型冠状病毒肺炎确诊病例1例（为当日境外输入无症状感染者转为确诊病例）。
4月8日，湖南省报告新增新型冠状病毒肺炎确诊病例1例(为境外输入无症状感染者转为确诊病例)。

### 2021年5月
5月7日，湖南省报告新增新型冠状病毒肺炎确诊病例1例（当日境外输入无症状感染者转为确诊病例）。
5月10日，湖南省报告新增新型冠状病毒肺炎确诊病例1例(为境外输入)。
5月16日，湖南省报告新增新型冠状病毒肺炎确诊病例1例（为境外输入无症状感染者转确诊病例）。
5月17日，湖南省报告新增新型冠状病毒肺炎确诊病例1例(为当日报告的境外输入无症状感染者转确诊病例)。
5月20日，湖南省报告新增新型冠状病毒肺炎确诊病例1例（为当日境外输入无症状感染者转确诊病例）。
5月23日，湖南省报告新增新型冠状病毒肺炎确诊病例1例（为境外输入无症状感染者转为确诊病例）。
5月24日，湖南省报告新增新型冠状病毒肺炎确诊病例1例（为当日境外输入无症状感染者转为确诊病例）。

### 2021年6月
6月24日，湖南省报告新增新型冠状病毒肺炎确诊病例1例(为当日报告的境外输入无症状感染者转确诊病例)。
6月25日，湖南省报告新增新型冠状病毒肺炎确诊病例2例（均为境外输入，其中1例为昨日报告的无症状感染者转确诊病例）。
6月27日，湖南省报告新增新型冠状病毒肺炎确诊病例2例(均为当日境外输入无症状感染者转确诊病例)。
6月29日，湖南省报告新增新型冠状病毒肺炎确诊病例1例(为当日境外输入新增无症状感染者转确诊病例)。

### 2021年7月
7月2日，湖南省报告新增新型冠状病毒肺炎确诊病例4例（均为境外输入无症状感染者转确诊病例）。
7月12日，湖南省报告新增新型冠状病毒肺炎确诊病例2例(均为当日境外输入无症状感染者转为确诊病例)。
7月16日，湖南省报告新增新型冠状病毒肺炎确诊病例5例（均为境外输入无症状感染者转为确诊病例）。
7月21日，湖南省报告新增新型冠状病毒肺炎确诊病例1例(为境外输入)。
7月24日，湖南省报告新增新型冠状病毒肺炎确诊病例2例（均为境外输入无症状感染者转为确诊病例）。
7月28日，湖南省常德市新增1例无症状感染者。7月27日21时，湖南省常德市武陵区疾控中心接到居民张某报告，称其家人曾与成都确诊病例有接触史。当晚，当地疾控部门对相关人员进行核酸检测，张某的妻子周某核酸检测结果为阳性，经专家组诊断，判定为无症状感染者，已闭环转至定点医院隔离治疗。
7月29日0—17时，湖南省张家界市确诊1例本土新冠肺炎病例，為居住於該市永定区官黎坪街道汪家寨村1组的38岁女子杨某某。同日，湖南省报告新增新型冠状病毒肺炎确诊病例2例(长沙市、张家界市各1例，其中长沙市1例为当日无症状感染者转确诊病例)；新增新型冠状病毒肺炎无症状感染者5例(长沙市2例、株洲市2例、常德市1例，其中长沙市1例当日转为确诊病例)。
7月30日，湘潭市、湘西州各新增1例确诊病例。当日，湖南省报告新增本土确诊病例6例(湘潭市1例、张家界市4例、湘西自治州1例)。
7月31日，湖南省报告新增新型冠状病毒肺炎确诊病例4例(长沙市1例、张家界市2例、湘西自治州1例)。

### 2021年8月
8月1日，湖南省报告新增新型冠状病毒肺炎确诊病例7例(株洲市3例、张家界市3例、益阳市1例)，其中株洲市3例为无症状感染者转确诊。新增新型冠状病毒肺炎无症状感染者11例(长沙市1例、株洲市6例、张家界市1例、益阳市3例)，当日转确诊病例3例（株洲市）。
8月2日，湖南省报告新增新型冠状病毒肺炎确诊病例6例(株洲市2例、湘潭市1例、张家界市3例),其中株洲市2例为无症状感染者转确诊；新增新型冠状病毒肺炎无症状感染者2例(株洲市1例、张家界市1例),当日转确诊病例2例(株洲市)。
8月3日，湖南省报告新增新型冠状病毒肺炎确诊病例15例（株洲市12例，张家界市3例），其中株洲市11例为无症状感染者转确诊；新增新型冠状病毒肺炎无症状感染者3例(湘潭市1例、益阳市2例)，当日转确诊病例11例（株洲市）。
8月4日，湖南省报告新增新型冠状病毒肺炎确诊病例9例(株洲市1例，张家界市8例)；湖南省报告新增新型冠状病毒肺炎无症状感染者7例(株洲市6例、益阳市1例)。
8月5日，湖南省报告新增新型冠状病毒肺炎确诊病例9例(株洲市3例,张家界市6例) ,其中株洲市3例为无症状感染者转确诊；新增新型冠状病毒肺炎无症状感染者1例(株洲市),当日转确诊病例3例(株洲市)。
8月6日，湖南省报告新增新型冠状病毒肺炎确诊病例9例(株洲市3例，张家界市6例) ，其中株洲市3例为无症状感染者转确诊；新增新型冠状病毒肺炎无症状感染者1例(株洲市)，当日转确诊病例3例（株洲市）。
8月7日，湖南省报告新增新型冠状病毒肺炎确诊病例6例(株洲市5例，张家界市1例) ，其中株洲市有2例为无症状感染者转确诊。
8月8日，湖南省报告新增新型冠状病毒肺炎确诊病例12例(张家界市10例，益阳市2例) ，其中益阳市2例为无症状感染者转确诊。
8月9日，湖南省报告新增新型冠状病毒肺炎确诊病例6例(张家界市)。
8月10日，湖南省报告新增新型冠状病毒肺炎确诊病例5例(张家界市)。
8月11日，湖南省报告新增新型冠状病毒肺炎确诊病例7例(张家界市)。
8月12日，湖南省报告新增新型冠状病毒肺炎确诊病例2例(张家界市)。
8月13日，湖南省报告新增新型冠状病毒肺炎确诊病例3例(张家界市)。
8月14日，湖南省报告新增新型冠状病毒肺炎确诊病例1例(张家界市)。
8月15日，湖南省报告新增新型冠状病毒肺炎确诊病例1例(张家界市)。

### 2021年9月
9月27日，湖南省报告新增新型冠状病毒肺炎确诊病例1例(境外输入,由无症状感染者转确诊)。
9月29日，张家界市最后2例本土确诊病例治愈出院，湖南省在院本土确诊病例清零。
9月30日，湖南省报告新增新型冠状病毒肺炎确诊病例1例（为境外输入无症状感染者转确诊病例）。

### 2021年10月
10月1日，湖南省报告新增新型冠状病毒肺炎确诊病例4例（均为境外输入无症状感染者转确诊病例）。
10月3日，湖南省报告新增新型冠状病毒肺炎确诊病例2例（均为境外输入无症状感染者转确诊病例）。
10月8日，湖南省报告新增新型冠状病毒肺炎确诊病例2例（均为境外输入无症状感染者转确诊病例）。
10月18日，湖南省报告新增新型冠状病毒肺炎确诊病例3例(其中1例为外省输入确诊病例，2例为境外输入无症状感染者转为确诊病例)。其中1例外省输入确诊病例为甘肃省嘉峪关人，来长参加由江苏某企业举办的智能洗涤观摩活动。
10月20日，长沙市雨花区新增报告1例外省旅游返长沙新冠病毒核酸阳性检测者，系集中隔离管理人员中发现。
10月23日，株洲市攸县报告1例长沙市返攸新冠病毒核酸阳性检测者，当地发布消息称全体在攸人员近期暂不离开攸县县域，除从事疫情防控、应急管理、企业生产、工程项目建设、医疗保障及有关紧急公务的人员外，其他居民一律居家休息2天。全县所有旅游景点、景区、游乐场所、室内密闭娱乐场所、电影院、宗教场所、城区农贸市场等人员聚集性场所暂停开放。当日湖南省报告新增新型冠状病毒肺炎确诊病例1例。
10月24日，湖南省报告新增新型冠状病毒肺炎确诊病例2例(均为无症状感染者转确诊病例)。

### 2021年11月
11月26日，湖南省报告新增新型冠状病毒肺炎确诊病例2例（均为境外输入无症状感染者转确诊病例）。

### 2021年12月
12月13日，湖南省报告新增新型冠状病毒肺炎确诊病例1例(境外输入)。
12月17日，湖南省报告新增新型冠状病毒肺炎确诊病例2例（由无症状感染者转为确诊病例，均为境外输入）。
12月18日，湖南省疾病预防控制中心对12月16日长沙市境外输入感染者呼吸道标本进行全基因组测序和序列分析，经中国疾病预防控制中心复核，均确认检出奥密克戎变异株（B.1.1.529进化分支）。
12月19日，湖南省报告新增新型冠状病毒肺炎确诊病例1例（境外输入）。
12月23日，湖南省报告新增新型冠状病毒肺炎确诊病例5例(均为境外输入)。
12月24日，湖南省报告新增新型冠状病毒肺炎确诊病例4例（均为境外输入无症状感染者转为确诊病例）。
12月25日，湖南省报告新增新型冠状病毒肺炎确诊病例2例（均为境外输入）。
12月26日，湖南省报告新增新型冠状病毒肺炎确诊病例2例（均为境外输入）。
12月30日，湖南省报告新增新型冠状病毒肺炎确诊病例2例（均为境外输入）。
12月31日，湖南省报告新增新型冠状病毒肺炎确诊病例4例（均为境外输入无症状感染者转确诊病例）。

### 2022年1月
1月3日，湖南省报告新增新型冠状病毒肺炎确诊病例1例（境外输入，由无症状感染者转为确诊病例）。
1月6日，湖南省报告新增新型冠状病毒肺炎确诊病例2例（均为境外输入）。
1月7日，湖南省报告新增新型冠状病毒肺炎确诊病例3例（均为境外输入, 由无症状感染者转为确诊病例）。
1月9日，湖南省报告新增新型冠状病毒肺炎确诊病例1例（为境外输入无症状感染者转确诊病例）。
1月17日，湖南省报告新增新型冠状病毒肺炎确诊病例1例（境外输入无症状感染者转确诊病例）。

### 2022年2月
2月5日，邵阳市城步苗族自治县发现1例新冠肺炎确诊病例。
2月15日，郴州市报告2例香港返湘人员新冠肺炎确诊病例，均为2月14日从香港入境，再经广东珠海自驾入郴。据报道，2人在14日凌晨4點從香港偷渡至珠海，偷渡总人数达15人。2月16日，郴州市公安局北湖分局通报，两名确诊患者系通过非法途径从香港入境珠海市斗门区，尔后利用提前准备的车辆和手机经高速公路进入郴州。公安机关已对两名确诊患者涉嫌妨害传染病防治罪等罪名立案侦查。

### 2022年3月
3月1日，湖南省报告新增新型冠状病毒肺炎确诊病例1例(境外输入无症状感染者转为确诊病例)。
3月4日，怀化报告1例新冠肺炎确诊病例。通报称，3月3日22时许，当地检出一份混检人员标本（10混1）新冠病毒核酸阳性，其中1人乘坐K485次前往广州。怀化市收到信息后立即启动应急处置预案，进行快速处置。经市专家组会诊，确定胡某某为新冠肺炎确诊病例（轻型）。
3月12日，湖南省报告新增新型冠状病毒肺炎确诊病例1例。
3月14日，湖南省报告新增新型冠状病毒肺炎确诊病例1例。
3月15日，湖南省报告新增新型冠状病毒肺炎确诊病例1例。
3月17日，湖南省报告新增新型冠状病毒肺炎确诊病例2例。
3月18日，湖南省报告新增新型冠状病毒肺炎确诊病例6例。
3月19日，湖南省报告新增新型冠状病毒肺炎确诊病例6例（其中1例为无症状感染者转确诊病例）。
3月20日，湖南省报告新增新型冠状病毒肺炎确诊病例28例（其中18例为境外输入无症状感染者转确诊病例）。
3月21日，湖南省报告新增新型冠状病毒肺炎确诊病例8例。
3月22日，湖南省报告新增新型冠状病毒肺炎确诊病例12例（境外输入10例，其中8例为境外输入无症状感染者转确诊病例）。
3月23日，湖南省报告新增新型冠状病毒肺炎确诊病例7例。
3月24日，湖南省报告新增新型冠状病毒肺炎确诊病例1例。
3月25日，湖南省报告新增本土确诊病例1例，在怀化市。
3月26日，湖南省报告新增新型冠状病毒肺炎确诊病例5例（其中境外输入1例，为无症状感染者转确诊病例）。
3月28日，湖南省报告新增新型冠状病毒肺炎确诊病例3例，新增新型冠状病毒肺炎无症状感染者2例。
3月29日，湖南省报告新增新型冠状病毒肺炎确诊病例3例（其中1例为无症状感染者转确诊病例），报告新增新型冠状病毒肺炎无症状感染者1例，当日转确诊病例1例。
3月30日，湖南省报告新增新型冠状病毒肺炎确诊病例2例，报告新增新型冠状病毒肺炎无症状感染者5例（境外输入2例）。
3月31日，湖南省报告新增新型冠状病毒肺炎确诊病例3例，新增新型冠状病毒肺炎无症状感染者2例。

### 2022年4月
4月1日，湖南省报告新增新型冠状病毒肺炎确诊病例3例。
4月2日，湖南省报告新增新型冠状病毒肺炎确诊病例1例，报告新增新型冠状病毒肺炎无症状感染者5例（境外输入4例）。
4月3日，湖南省报告新增新型冠状病毒肺炎确诊病例1例，报告新增新型冠状病毒肺炎无症状感染者2例。
4月4日，湖南省报告新增新型冠状病毒肺炎无症状感染者2例（境外输入1例）。
4月5日，湖南省报告新增新型冠状病毒肺炎确诊病例1例，报告新增新型冠状病毒肺炎无症状感染者1例。
4月6日，湖南省报告新增新型冠状病毒肺炎确诊病例1例（境外输入）。
4月7日，湖南省报告新增新型冠状病毒肺炎确诊病例1例。
4月12日，湖南省报告新增新型冠状病毒肺炎确诊病例2例，其中本土病例2例(邵阳市1例，娄底市1例)。
4月15日，湖南省报告新增新型冠状病毒肺炎确诊病例1例，其中本土病例1例（邵阳市1例）。
4月16日，湖南省报告新增新型冠状病毒肺炎确诊病例1例，其中本土病例1例（娄底市1例）。
4月18日，湖南省报告新增新型冠状病毒肺炎确诊病例1例，其中本土病例1例(邵阳市1例)。
4月19日，湖南省报告新增新型冠状病毒肺炎确诊病例3例，其中本土病例3例（邵阳市3例）。
4月20日，湖南省报告新增新型冠状病毒肺炎确诊病例3例，其中本土病例3例（邵阳市3例）。
4月21日，湖南省报告新增新型冠状病毒肺炎确诊病例3例，其中本土病例3例（邵阳市3例）。
4月22日，湖南省报告新增新型冠状病毒肺炎确诊病例9例，其中本土病例9例（邵阳市9例，其中外省返乡6例）。
4月23日，湖南省报告新增新型冠状病毒肺炎确诊病例4例，其中本土病例4例（邵阳市4例，均为外省入湘）。
4月24日，湖南省报告新增新型冠状病毒肺炎确诊病例12例,其中本土病例12例(邵阳市10例;长沙市2例为外省入湘)。
4月25日，湖南省报告新增新型冠状病毒肺炎确诊病例2例,其中本土病例2例(邵阳市2例)。
4月26日，湖南省报告新增新型冠状病毒肺炎确诊病例2例,其中本土病例2例(邵阳市2例)。
4月27日，湖南省报告新增新型冠状病毒肺炎确诊病例1例,其中本土病例1例(郴州市1例,为外省返湘)。
4月28日，湖南省报告新增新型冠状病毒肺炎确诊病例1例，其中本土病例1例（长沙市1例，为外省返湘），新增新型冠状病毒肺炎无症状感染者1例，其中本土1例(邵阳市1例)。
4月29日，湖南省报告新增新型冠状病毒肺炎确诊病例3例（1例为无症状感染者转确诊病例），其中本土病例3例（邵阳市3例）。
4月30日，湖南省报告新增新型冠状病毒肺炎确诊病例2例，其中本土病例2例（邵阳市2例）。

### 2022年5月
5月1日，湖南省报告新增新型冠状病毒肺炎无症状感染者1例，其中本土1例（长沙市1例，为外省返湘）。
5月4日，湖南省报告新增新型冠状病毒肺炎确诊病例2例,其中本土病例2例(长沙市1例、湘潭市1例,均为外省入湘)。
5月5日，湖南省报告新增新型冠状病毒肺炎确诊病例2例，其中本土病例2例（湘潭市1例、湘西自治州1例，均为外省入湘）。
5月6日，湖南省报告新增新型冠状病毒肺炎确诊病例2例，其中本土病例2例（长沙市1例、湘西自治州1例，均为外省入湘）。
5月13日，湖南省报告新增新型冠状病毒肺炎确诊病例1例，其中本土病例1例（岳阳市1例，外省返湘）。

### 2022年6月
6月11日，湖南省报告新增新型冠状病毒肺炎确诊病例1例，为境外输入病例。
6月13日，湖南省报告新增新型冠状病毒肺炎确诊病例2例(均为境外输入无症状感染者转确诊病例)。
6月14日，湖南省报告新增新型冠状病毒肺炎确诊病例1例(为境外输入无症状感染者转确诊病例)。
6月16日，湖南省报告新增新型冠状病毒肺炎确诊病例1例，为境外输入病例。
6月17日，湖南省报告新增新型冠状病毒肺炎确诊病例1例（为境外输入无症状感染者转确诊病例）。
6月18日，湖南省报告新增新型冠状病毒肺炎确诊病例1例（为境外输入无症状感染者转确诊病例）。
6月24日，湖南省报告新增新型冠状病毒肺炎确诊病例1例（为境外输入无症状感染者转确诊病例）。

### 2022年7月
7月7日，湖南省报告新增新型冠状病毒肺炎确诊病例1例，为境外输入病例。
7月12日，湖南省报告新增新型冠状病毒肺炎确诊病例3例(境外输入无症状感染者转确诊病例2例)。
7月13日，长沙市天心区接到通报，外省有2名对象在当地核酸检测初筛呈阳性。该对象曾于7月10日在天心区坡子街活动。已追踪到的密接者、次密接者均已隔离管控和采样检测，已出结果均为阴性。
7月15日，湖南省报告新增新型冠状病毒肺炎确诊病例2例，均为境外输入病例。
7月16日，湖南省报告新增新型冠状病毒肺炎确诊病例1例（境外输入无症状感染者转确诊病例1例）。
7月17日，湖南省报告新增新型冠状病毒肺炎确诊病例1例（境外输入无症状感染者转确诊病例1例）。
7月19日，湖南省报告新增新型冠状病毒肺炎无症状感染者2例，其中本土1例（外省返湘），境外输入1例。
7月30日，湖南省报告新增新型冠状病毒肺炎确诊病例1例(境外输入无症状感染者转为确诊病例)，新增新型冠状病毒肺炎无症状感染者1例（外省入湘，系7月30日K458列车从柳州至郑州的旅客，期间接到南宁市疾控中心电话被告知为核酸检测混管阳性）。

### 2022年8月
8月2日，长沙市天心区在外省来长的入境隔返人员中发现1例新冠肺炎病毒感染者。
8月5日，湖南省报告新增新型冠状病毒肺炎确诊病例1例（境外输入无症状感染者转确诊病例1例）。
8月6日，湖南省报告新增新型冠状病毒肺炎确诊病例1例,其中本土病例1例(娄底市1例,外省返湘)；新增新型冠状病毒肺炎无症状感染者3例,其中本土3例(娄底市3例,外省返湘2例)。
8月9日，怀化市中方县在外省返乡人员中检出1例新冠病毒核酸阳性人员，经诊断，为无症状感染者。当日湖南省报告新增新型冠状病毒肺炎无症状感染者2例，其中本土2例（长沙市1例，怀化市1例，均为外省入湘）。
8月10日，湖南省报告新增新型冠状病毒肺炎确诊病例1例（无症状感染者转确诊病例），其中本土病例1例（长沙市1例）。
8月11日，湖南省报告新增新型冠状病毒肺炎无症状感染者5例，其中本土4例(怀化市4例)，境外输入1例。
8月19日，湖南省报告新增新型冠状病毒肺炎无症状感染者1例，其中本土1例(岳阳市1例，外省返湘)。
8月20日，湖南省报告新增新型冠状病毒肺炎确诊病例3例,其中本土病例3例(长沙市2例,岳阳市1例,均为外省返湘)。
8月21日，湖南省报告新增新型冠状病毒肺炎确诊病例2例（1例为无症状感染者转确诊病例），其中本土病例2例（长沙市1例，岳阳市1例，均为外省返湘)。
8月22日，湖南省报告新增新型冠状病毒肺炎确诊病例2例，其中本土病例2例（岳阳市2例)。
8月23日，湖南省报告新增新型冠状病毒肺炎无症状感染者1例，其中本土1例（岳阳市1例）。
8月24日，湖南省报告新增新型冠状病毒肺炎无症状感染者4例，其中本土4例（岳阳市3例；衡阳市1例，为外省返湘）。
8月25日，湖南省报告新增新型冠状病毒肺炎无症状感染者1例，其中本土1例（衡阳市1例）。
8月26日，湖南省报告新增新型冠状病毒肺炎确诊病例4例，其中本土病例4例（益阳市3例，均为外省返湘；衡阳市1例，为无症状感染者转确诊病例），新增新型冠状病毒肺炎无症状感染者1例，其中本土1例（益阳市1例，为外省返湘）。
8月27日，湖南省报告新增新型冠状病毒肺炎确诊病例1例，其中本土病例1例（衡阳市1例，为无症状感染者转确诊病例）。
8月28日，湖南省报告新增新型冠状病毒肺炎确诊病例5例，其中本土病例5例（岳阳市4例，益阳市1例，均为外省返湘）。
8月29日，湖南省报告新增新型冠状病毒肺炎确诊病例5例，其中本土病例5例（岳阳市4例，益阳市1例，均为外省返湘）。
8月30日，湖南省报告新增新型冠状病毒肺炎无症状感染者1例，其中本土1例（岳阳市1例，为外省返湘）。

### 2022年9月
9月3日，湖南省报告新增新型冠状病毒肺炎确诊病例1例,其中本土病例1例(衡阳市1例,外省返湘)，新增新型冠状病毒肺炎无症状感染者3例,其中本土2例(衡阳市2例),境外输入1例。
9月4日，湖南省报告新增新型冠状病毒肺炎确诊病例2例(本土无症状感染者转确诊病例2例),其中本土病例2例(衡阳市2例)。
9月9日，湖南省报告新增新型冠状病毒肺炎确诊病例1例，其中本土病例1例 (衡阳市1例)。
9月12日，湖南省报告新增新型冠状病毒肺炎确诊病例1例(无症状感染者转为确诊病例)，其中本土病例1例（衡阳市1例）。
9月13日，长沙县在外省返长人员中发现2例新冠病毒无症状感染者。长沙市雨花区在外省来长人员及其同住家人中发现3例新冠病毒无症状感染者。
9月15日，湖南省报告新增新型冠状病毒肺炎确诊病例2例，其中本土病例2例（永州市2例，均为外省入湘）。
9月16日，湖南省报告新增新型冠状病毒肺炎确诊病例1例(境外输入无症状感染者转为确诊病例1例)。
9月17日，湖南省报告新增新型冠状病毒肺炎无症状感染者1例（湘潭市1例，外省返湘）。
9月19日，湖南省报告新增新型冠状病毒肺炎确诊病例1例(无症状感染者转为确诊病例),新增新型冠状病毒肺炎无症状感染者1例(岳阳市1例,外省返湘)。
9月22日，湖南省报告新增新型冠状病毒肺炎确诊病例4例,其中本土病例4例(娄底市3例,岳阳市1例,均为外省返湘)，新增新型冠状病毒肺炎无症状感染者2例,其中本土2例(娄底市2例,均为外省返湘)。
9月23日，湖南省报告新增新型冠状病毒肺炎确诊病例1例，其中本土病例1例（娄底市1例，外省返湘），新增新型冠状病毒肺炎无症状感染者1例，其中本土1例（益阳市1例，外省返湘）。
9月29日，湖南省报告新增新型冠状病毒肺炎确诊病例1例，其中本土病例1例(邵阳市1例，外省入湘)，新增新型冠状病毒肺炎无症状感染者2例，其中本土2例（长沙市1例，邵阳市1例，均为外省入湘）。
9月30日，湖南省报告新增新型冠状病毒肺炎无症状感染者4例,其中本土4例(岳阳市2例,长沙市1例,衡阳市1例,均为外省入湘)。

### 2022年10月
10月1日，湖南省报告新增新型冠状病毒肺炎确诊病例1例(无症状感染者转为确诊病例1例),其中本土病例1例(衡阳市1例,外省入湘)，新增新型冠状病毒肺炎无症状感染者3例,其中本土3例(长沙市3例,均为外省入湘)。
10月2日，湖南省报告新增新型冠状病毒肺炎确诊病例8例，其中本土病例8例（益阳市3例，衡阳市2例，岳阳市2例，郴州市1例，均为外省入湘）。新增新型冠状病毒肺炎无症状感染者4例，其中本土4例（长沙市2例，衡阳市1例，郴州市1例，均为外省入湘）。
10月3日，湖南省报告新增新型冠状病毒肺炎确诊病例6例（其中无症状感染者转确诊病例2例，衡阳市1例，郴州市1例），其中本土病例6例（衡阳市3例，娄底市1例，郴州市1例，益阳市1例，均为外省入湘），新增新型冠状病毒肺炎无症状感染者3例，其中本土3例（长沙市2例,其中1例为外省入湘，岳阳市1例）。
10月4日，湖南省报告新增新型冠状病毒肺炎确诊病例4例,其中本土病例4例(岳阳市1例,益阳市1例,永州市1例,湘西自治州1例,均为外省入湘)，新增新型冠状病毒肺炎无症状感染者10例,其中本土10例(长沙市3例,衡阳市3例,湘西自治州2例,益阳市1例,怀化市1例,均为外省入湘)。
10月5日，湖南省报告新增新型冠状病毒肺炎确诊病例3例（均为无症状感染者转确诊病例），其中本土病例3例（衡阳市3例，均为外省入湘），新增新型冠状病毒肺炎无症状感染者8例，其中本土8例（衡阳市3例，常德市2例，湘潭市1例，益阳市1例，湘西自治州1例，均为外省入湘）。自即日起，张家界部分地区及凤凰县临时实施全域静默管控，湖南多处文旅场所暂停开放。鳳凰古城风景区随后發文致歉，表示滯留遊客將于2023年全年免費游览鳳凰縣A級景區。
10月6日，湖南省报告新增确诊病例6例，均为本土（衡阳市3例，永州市2例，张家界市1例），含3例由无症状感染者转为确诊病例（衡阳市3例）；其中衡阳市、永州市、张家界市各1例为外省入湘。新增无症状感染者23例，均为本土（长沙市12例，常德市4例，衡阳市2例，湘西自治州2例，株洲市1例，湘潭市1例，益阳市1例，除衡阳市2例、湘西自治州2例外，均为外省入湘）。
10月7日，湖南省报告新增确诊病例5例,均为本土(邵阳市3例,衡阳市1例,岳阳市1例),含1例由无症状感染者转为确诊病例(衡阳市1例);其中邵阳市3例为外省入湘。新增无症状感染者7例,均为本土(衡阳市3例,长沙市2例,常德市1例,湘西自治州1例;其中长沙市2例、常德市1例为外省入湘)。
10月8日，湖南省报告新增确诊病例3例，均为本土（衡阳市1例，岳阳市1例，湘西自治州1例），含1例由无症状感染者转为确诊病例（衡阳市1例）；其中岳阳市1例为外省入湘。新增无症状感染者18例，均为本土（湘西自治州5例，邵阳市4例，衡阳市3例，岳阳市2例，长沙市1例，张家界市1例，郴州市1例，永州市1例；其中岳阳市2例、长沙市1例、郴州市1例为外省入湘）。
10月9日，湖南省报告新增确诊病例4例，均为本土（张家界市2例，岳阳市1例，湘西自治州1例）。新增无症状感染者18例，均为本土（长沙市5例，衡阳市4例，湘潭市3例，湘西自治州3例，岳阳市2例，邵阳市1例；其中长沙市1例为外省入湘）。
10月10日，湖南省报告新增确诊病例5例，均为本土（衡阳市2例，湘潭市1例，益阳市1例，湘西自治州1例），含3例由无症状感染者转为确诊病例（衡阳市2例，湘潭市1例）；其中益阳市1例为外省入湘。新增无症状感染者16例，均为本土（湘西自治州6例，长沙市4例，永州市3例，湘潭市1例，常德市1例，张家界市1例；其中永州市3例为外省入湘）。
10月11日，湖南省报告新增确诊病例14例,均为本土(湘西自治州10例,岳阳市2例,张家界市1例,郴州市1例),含8例由无症状感染者转为确诊病例(湘西自治州6例,张家界市1例,郴州市1例)。新增无症状感染者15例,均为本土((长沙市5例,湘西自治州5例,岳阳市3例,湘潭市1例,衡阳市1例;其中岳阳市1例为外省入湘)。
10月12日，湖南省报告新增确诊病例2例，均为本土（永州市1例、湘西自治州1例），新增无症状感染者9例，均为本土（长沙市5例，邵阳市2例，湘西自治州2例）。
10月13日，湖南省报告新增无症状感染者7例，均为本土（湘西自治州4例，常德市2例，岳阳市1例）。
10月14日，湖南省报告新增确诊病例3例，均为本土(永州市3例)；新增无症状感染者7例，均为本土（湘西自治州3例,长沙市2例,岳阳市2例）。
10月15日，湖南省报告新增确诊病例1例，为本土病例(岳阳市)。新增无症状感染者9例，均为本土（常德市5例，邵阳市2例，衡阳市1例，湘西自治州1例）。
10月16日，湖南省报告新增确诊病例4例，均为本土(邵阳市4例)。新增无症状感染者12例，均为本土（衡阳市5例，邵阳市3例，湘潭市2例，常德市2例）。
10月17日，湖南省报告新增确诊病例16例，均为本土（邵阳市15例、长沙市1例）。新增无症状感染者43例，均为本土（邵阳市32例，衡阳市3例，长沙市2例，岳阳市2例，常德市2例，怀化市2例)。
10月18日，湖南省报告新增确诊病例7例，均为本土（邵阳市3例、衡阳市1例，岳阳市1例，永州市1例，怀化市1例），含无症状感染者转确诊病例1例（衡阳市1例）。新增无症状感染者42例，均为本土（邵阳市23例，怀化市10例，衡阳市6例，长沙市1例，岳阳市1例，常德市1例)。
10月19日，湖南省报告新增确诊病例7例，均为本土（怀化市3例，邵阳市2例，衡阳市1例，永州市1例），含无症状感染者转确诊病例1例（衡阳市1例）；新增无症状感染者39例，均为本土（邵阳市25例，岳阳市5例，怀化市4例，长沙市3例，常德市1例，永州市1例）。
10月20日，湖南省报告新增确诊病例7例，均为本土（邵阳市3例，怀化市3例，永州市1例），含无症状感染者转确诊病例1例（永州市1例）。新增无症状感染者33例，其中境外输入1例（岳阳市1例），本土32例（邵阳市20例，岳阳市5例，怀化市4例，长沙市2例，娄底市1例）。
10月21日，湖南省报告新增确诊病例9例，均为本土（邵阳市5例，怀化市3例，长沙市1例），含无症状感染者转确诊病例1例（长沙市1例）。新增无症状感染者38例，均为本土（邵阳市20例，岳阳市9例，怀化市6例，长沙市2例，娄底市1例）。
10月22日，湖南省报告新增确诊病例10例，均为本土（邵阳市5例，怀化市3例，长沙市1例，衡阳市1例），含无症状感染者转确诊病例1例（长沙市1例）。新增无症状感染者58例，均为本土（邵阳市49例，怀化市4例，岳阳市2例，长沙市1例，衡阳市1例，永州市1例）。
10月23日，湖南省报告新增确诊病例7例，均为本土（怀化市7例）。新增无症状感染者69例，均为本土（邵阳市60例，怀化市8例，长沙市1例）。
10月24日，湖南省报告新增确诊病例11例，均为本土（怀化市10例，邵阳市1例）。新增无症状感染者77例，均为本土（邵阳市61例，怀化市14例，衡阳市2例）。邵阳市自17时起加强市城区疫情期间社会面管控。
10月25日，湖南省报告新增确诊病例8例，均为本土（怀化市5例，邵阳市2例，衡阳市1例），含无症状感染者转确诊病例1例（衡阳市1例）。新增无症状感染者62例，均为本土（邵阳市43例，怀化市18例，长沙市1例）。
10月26日，湖南省报告新增确诊病例13例,均为本土(怀化市7例,邵阳市6例)。新增无症状感染者57例,均为本土(邵阳市37例,怀化市20例)。
10月27日，湖南省报告新增确诊病例24例，均为本土（邵阳市19例，怀化市4例，长沙市1例）。新增无症状感染者51例，均为本土（邵阳市32例，怀化市19例）。
10月28日，湖南省报告新增确诊病例20例,均为本土(邵阳市18例,益阳市2例),含无症状者转确诊病例2例(邵阳市2例)。新增无症状感染者52例,均为本土(邵阳市38例,怀化市14例)。
10月29日，湖南省报告新增确诊病例5例,均为本土(邵阳市5例)。新增无症状感染者56例,均为本土(邵阳市43例,怀化市10例,长沙市3例)。
10月30日，湖南省报告新增确诊病例12例，均为本土（邵阳市7例，怀化市5例）。新增无症状感染者55例，其中境外输入1例（长沙市1例），本土54例（邵阳市46例，怀化市7例，长沙市1例）。

### 2022年11月
11月1日，株洲市在主动就诊人员筛查出新冠肺炎阳性病例。11月2—4日，株洲市主城区及攸县城区实行3天静默管理，感染者感染来源尚不明确。
11月4日，邵阳市继续加强市城区疫情期间社会面管控。
11月7日，株洲市官方通报，株洲市一中已有多名学生被诊断为确诊病例。因株洲市一中对疫情防控工作重视不够、落实不力，落实常态化疫情防控措施流于形式、敷衍塞责，应对突发情况处置不当，造成多人感染且向社会面外溢的严重后果，经市委研究决定，给予株洲市一中党委副书记、校长陈嵩免职处理，对株洲市一中党委书记刘迎玖予以停职检查，责成市教育局对株洲市一中学生发展中心主任朱文江予以免职，并对以上三人失职失责问题进一步调查处理。另外在11月1日，株洲市二医院未严格落实对发热门诊实行全封闭就诊管理的要求，导致一名发热患者（后诊断为新冠肺炎确诊病例）暴露在人员密集的医疗场所，存在疫情社会面外溢风险，造成多人被集中隔离。株洲市二医院党委书记邹祖倡，株洲市二医院院长李文灿，株洲市二医院副院长刘建民予以通报批评。
11月25日，湖南省健康码上线蓝码，对入湘5天内的人员赋蓝码（红黄码的除外）。